# 舊希爾頓宅邸
舊希爾頓宅邸（日语：旧ヒルトン邸），是一座位於日本兵库县神户市中央區北野町山本通的異人館。舊名為前巴拿馬領事館（旧パナマ領事館）。也是目前重要傳統的建造物群保存地區「北野町山本通」的構成部分。

## 沿革
該建築是在明治時代後期，作為希爾頓先生自己的住所建造的外國人公館，在第二次世界大戰後作為巴拿馬領事館使用。建築物建在面向北野通的高石牆之上，其外觀設計和配色方案都具有現代主義設計。
建築內部則按照巴拿馬領事館時期進行重建，包括總領事卡洛斯的辦公室、建築物的餐廳、臥室、圖書館、浴室等設施。其建築也收藏大量來自瑪雅文明、安第斯山脈的陶器、泥塑等出土文物。目前該建築物作為「特效藝術博物館」開放參觀。

## 建築設計
- 竣工：明治時代後期
- 構造：主屋（木造、地上2階建、寄棟造、桟瓦葺）、2階建附屬建築
- 所在地 ：650-0002 兵庫縣神戶市中央區北野町2-10-5
- 備註：北野・山本地區傳統建造物